# Daigo Nishi
Daigo Nishi (jap. 西 大伍, Nishi Daigo; * 28. August 1987 in Sapporo, Hokkaidō) ist ein japanischer Fußballspieler.

## Karriere

### Verein
Nishi spielte ab 2006 mit Consadole Sapporo zunächst in der J. League Division 2 und stieg mit diesem Verein 2008 in die J. League Division 1 auf. Er wechselte 2010 zu Albirex Niigata und in der folgenden Saison 2011 zu den Kashima Antlers. Mit diesem Verein gewann er je zweimal die den J. League Cup und den Copa Suruga Bank. 2019 unterschrieb er einen Vertrag beim Ligakonkurrenten Vissel Kōbe in Kōbe. Fü Vissel absolvierte er 55 Spiele in der ersten Liga. 2021 verpflichtete ihn der Erstligist Urawa Red Diamonds. Am 19. Dezember 2021 stand er mit dem Klub im Endspiel des Kaiserpokals, dass man mit 2:1 gegen Ōita Trinita gewann. Nach einem Jahr wechselte er im Februar 2022 nach Sapporo zum Ligakonkurrenten Hokkaido Consadole Sapporo. Nach 15 Ligaspielen wechselte er im August 2023 leihweise zum Drittligisten Iwate Grulla Morioka. Für den Verein aus Morioka bestritt er neun Ligaspiele. Nach der Ausleihe wurde Nishi im Februar 2024 fest von Iwate unter Vertrag genommen.

### Nationalmannschaft
Im Jahr 2011 debütierte Daigo Nishi für die japanische Fußballnationalmannschaft. Er hat ein Länderspiel für Japan absolviert.

## Erfolge
Kashima Antlers
- Japanischer Ligapokalsieger: 2011, 2012
- Copa Suruga Bank: 2012, 2013
- Japanischer Pokalsieger: 2016
- Japanischer Supercup-Sieger: 2017

Vissel Kōbe
- Japanischer Pokalsieger: 2019
- Japanischer Supercup-Sieger: 2020

Urawa Red Diamonds
- Japanischer Pokalsieger: 2021